# Riudarenes
Riudarenes és una vila i municipi de la comarca de la Selva al marge esquerre de la riera de Santa Coloma.

## Història
El primer esment escrit Sanctum Martinum de Rivo de Arenis data del 1190.
Durant la guerra franco-espanyola, un terç castellà d'uns 1000 homes comandats per Lleonard Moles es va allotjar entre l'aleshores vila de les Mallorquines i Riudarenes, que en aquell moment comptava a uns 100 veïns. Tensions entre els soldats i els habitants van anar creixent a causa de l'obligació imposada als riudarenencs d'allotjar i donar menjar els soldats, fins que el 2 de maig de 1640, va esclatar una baralla entre els soldats i els habitants del poble que va deixar vuit soldats morts i catorze de ferits.
L'endemà , els enfrontaments van seguir i els soldats castellans van saquejar i cremar la rectoria de l'Església de Sant Martí. Així descrivia Jeroni del Real a la seva crònica els fets d'aquells dies:
| «                                                          | [...]los soldats dels tércios del Conde Duque que governava Joan de Arce y altres de napolitans que governava Don Leonardo Molas, per las vaxations que feyan als pagesos a sos allotjaments, arribant en lo lloch de Riudarenas posaren foch en moltas casas y en particular a la Isglésia, enten-se para robar los mobles de particulars que y havian aportats. Fou tant lo foch que cremá fins los altars, y la reserva de las formas consagradas fou trobada, si bé fou declarat per theólechs ésser ja consumidas las espécias per rahó del foch, y foren guardadas a la Seu | » |
| — Jeroni del Real, La Crònica de Jeroni del Real 1626-1683 | |   |

Aquests fets i d'altres similars van ser un dels fets que poc temps més tard farien que la revolta contra l'exèrcit espanyol es generalitzés per totes les comarques gironines i, més tard, per tot Catalunya i que el dia 7 de juny d'aquell any esclatés la Guerra dels Segadors. Events similars a aquest van donar-se altres localitats de la Selva, episodis de revolta contra els soldats espanyols com els de la veïna Santa Coloma de Farners, Sant esteve de Palau Tordera o Palafrugell.
L'episodi de Riudarenes en concret va ser mencionat en la lletra antiga de l'himne de Catalunya, a la tercera estrofa de la cancó.
El 1800 Riudarenes era un ens local (antiga batllia de Riudarenes, dependent del vescomtat de Cabrera). Una vegada esdevingut municipi constitucional, Riudarenes va incorporar l'Esparra (de l'antiga batllia de Santa Coloma de Farners) per la política de reducció del nombre de municipis.

## Geografia
- Llista de topònims de Riudarenes (orografia: muntanyes, serres, collades, indrets…; hidrografia: rius, fonts…; edificis: cases, masies, esglésies…).

El terme municipal de Riudarenes es troba al bell mig de la plana selvatana, limita al nord amb el terme de Santa Coloma de Farners, al sud amb els de Sils i Maçanet de la Selva, a l'oest amb els de Maçanes i Sant Feliu de Buixalleu.
El terme es troba a la conca mitjana de la riera de Santa Coloma, que el travessa de nord a sud dividint-lo en dos sectors ben diferenciats, la part oriental més humida i planera, del costat de la depressió selvatana, on se situa el nucli urbà de la vila (84 metres d'altitud), i el costat de ponent, més boscós i muntanyós, a l'inici del massís de les Guilleries on hi ha el poble de l'Esparra i la urbanització de Can Fornaca. El punt més alt del municipi és el Far (583 m), que confronta amb el puig d'Argimon (466 m). També trobem diversos turons d'origen volcànic formats de material basàltic (el turó del Ninot de Montcorb (186,5 m) i Puigsardina (131 m) i, al costat nord-est, la serra Magra, tocant a Vallcanera (Sils).
Diversos torrents, recs i rierols travessen el terme per desembocar a la riera de Santa Coloma, del costat dret de la riera trobem el torrent del Vilarràs i la riera de l'Esparra (antigament anomenada de Ricastell), al flanc esquerre hi desguassa el riu Esplet que després de la Camparra –zona humida, restes d'un antic estany–, abans d'arribar a la riera de Santa Coloma rep l'aigua del rec Roig i el Vallmadral, que són derivacions del rec del Molí que antigament feia moure diferents molins de farina (can Pastells, can Caldes, Manresa, molí de l'Arrupit).
La principal via de comunicació és la carretera C-63 que travessa el nucli urbà pel carrer de Santa Coloma. També hi ha la carretera GI-555 que uneix la N-II amb Hostalric i travessa el terme de Riudarenes des de les Mallorquines fins al terme de Maçanes seguint l'antic traçat del camí ral de Barcelona, que fou el camí d'Hèracles i Via Augusta durant l'època romana.
| Entitat de població          | Habitants (2024) |
| Riudarenes                   | 1.421            |
| Can Fornaca                  | 790              |
| la Riera                     | 67               |
| la Carretera de Santa Coloma | 49               |
| les Mallorquines             | 44               |
| Raval de l'Esparra           | 34               |
| Serramagra                   | 27               |
| l'Esparra                    | 12               |
| Font: Idescat                |                  |

Can Fornaca és una urbanització nascuda a la dècada dels 60 del segle xx, que inicialment es va regir per règim de compensació, fins que el 1997 va passar al règim de cooperació amb involucració de l'Ajuntament. Es tracta del segon nucli més poblat del municipi, dins de l'antic terme de l'Esparra. Aquesta urbanització de sgones residències va quedar molt afectada pel gran foc de 1994 que va afectar tota la zona.

## Demografia
| 1497 | 1515 | 1553 | 1787 | 1887  | 1900  | 1920  | 1950  | 1970  | 2010  | 2024  |
| 69   | 72   | 84   | 968  | 1.391 | 1.295 | 1.283 | 1.252 | 1.115 | 2.123 | 2.445 |

## Riudarenencs cèlebres
- Fra Mateu Blanc (1498-1557)[10]
- Lluís Castells i Sivilla (1855 - 1897), comerciant, banquer i hisendat.
- Prudenci Bertrana i Compte (1867 - 1941), escriptor. La seva família era propietària de Ca l'Espriu de l'Esparra on passà els estius de la seva adolescència, el mas i els seus entorns van ser font d'inspiració de la novel·la L'hereu (1931) i de diversos contes de Proses bàrbares (1911) i Els herois (1920)[11]
- Iu Pascual Rodés (1883 - 1949), pintor.
- Jaume Tàpias i Boadas (1899 - 1984), músic, flabiolaire i compositor de sardanes.
- Josep Boada i Gasull (1901 - 1982), mestre.
- Gerard Deulofeu i Lázaro,(1994), futbolista